# You Can't Always Get What You Want
You Can't Always Get What You Want is een single van de Britse rock-'n-rollband The Rolling Stones. Het nummer is geschreven door Mick Jagger en Keith Richards. Het staat op het album Let It Bleed en op de B-kant van Honky Tonk Women.
Het nummer wordt begeleid door het London Bach Choir. In de lange versie zingt dit koor ook de intro. Het nummer vertoont enige gelijkenis met Hey Jude van The Beatles. Het blad Rolling Stone noemde het een van de beste singles ooit.
In de jaren negentig werd het nummer gebruikt in een campagne van SIRE tegen ongewenste intimiteit.

## Betekenis
Er is, zoals wel vaker met nummers van de Rolling Stones, veel gespeculeerd over de betekenis. Allereerst lijkt het een universele levensles dat je je er als mens bij neer moet leggen dat je in het leven niet al je dromen waar kunt maken maar dat je, wanneer je je best doet, vaak wel genoeg bereikt om tevreden te zijn.
De teksten in het lied zijn erg beknopt maar de drie thema's die in drie coupletten worden aangestipt zijn: seks, drugs en politiek. Een bredere betekenis is dat de periode van de jaren zestig van de twintigste eeuw gezien werd als een periode van feesten, idealen en maatschappelijke veranderingen. Het zogenaamde Swinging London. Voor veel mensen bleek dit uiteindelijk een teleurstelling en had het niet gebracht wat het beloofde. Dit gold zowel voor het geloof in politieke veranderingen, het experimenteren met drugs en de vrije liefde. Oftewel aan het eind van die periode sprak men van Swining London burning down.

## Mr. Jimmy
In de tekst wordt een zekere  Mr. Jimmy  genoemd. Het is niet duidelijk wie hiermee bedoeld wordt maar een theorie is dat het om Jimmy Hutmaker gaat, een bekende persoonlijkheid uit Excelsior (Minnesota) die ooit de zin You can't always get what you want tegen Mick Jagger uitsprak. Dit gebeurde in een apotheek, net als in het nummer. Een andere theorie is dat het om Jimmy Miller gaat, een van de producers van de Rolling Stones en tevens de drummer van dit lied.

## Hitnoteringen

### NPO Radio 2 Top 2000
| Nummer met noteringen in de NPO Radio 2 Top 2000 | '99 | '00 | '01 | '02 | '03 | '04 | '05 | '06 | '07 | '08 | '09 | '10 | '11 | '12 | '13 | '14 | '15 | '16 | '17 | '18 | '19 | '20 | '21 | '22 | '23 | '24 |
| ------------------------------------------------ | --- | --- | --- | --- | --- | --- | --- | --- | --- | --- | --- | --- | --- | --- | --- | --- | --- | --- | --- | --- | --- | --- | --- | --- | --- | --- |
| You Can't Always Get What You Want               | 198 | 293 | 266 | 46  | 169 | 199 | 203 | 207 | 288 | 186 | 231 | 229 | 238 | 325 | 196 | 179 | 234 | 240 | 215 | 268 | 292 | 247 | 338 | 353 | 350 | 581 |

1. ↑  Een vetgedrukt getal geeft de hoogste notering aan.

### Evergreen Top 1000
| Evergreen Top 1000 "You can't always get what you want" | Evergreen Top 1000 "You can't always get what you want" | Evergreen Top 1000 "You can't always get what you want" | Evergreen Top 1000 "You can't always get what you want" | Evergreen Top 1000 "You can't always get what you want" | Evergreen Top 1000 "You can't always get what you want" | Evergreen Top 1000 "You can't always get what you want" | Evergreen Top 1000 "You can't always get what you want" | Evergreen Top 1000 "You can't always get what you want" | Evergreen Top 1000 "You can't always get what you want" | Evergreen Top 1000 "You can't always get what you want" | Evergreen Top 1000 "You can't always get what you want" | Evergreen Top 1000 "You can't always get what you want" | Evergreen Top 1000 "You can't always get what you want" | Evergreen Top 1000 "You can't always get what you want" | Evergreen Top 1000 "You can't always get what you want" | Evergreen Top 1000 "You can't always get what you want" |
| Jaar                                                    | 2008                                                    | 2009                                                    | 2010                                                    | 2011                                                    | 2012                                                    | 2013                                                    | 2014                                                    | 2015                                                    | 2016                                                    | 2017                                                    | 2018                                                    | 2019                                                    | 2020                                                    | 2021                                                    | 2022                                                    | 2023                                                    |
| ------------------------------------------------------- | ------------------------------------------------------- | ------------------------------------------------------- | ------------------------------------------------------- | ------------------------------------------------------- | ------------------------------------------------------- | ------------------------------------------------------- | ------------------------------------------------------- | ------------------------------------------------------- | ------------------------------------------------------- | ------------------------------------------------------- | ------------------------------------------------------- | ------------------------------------------------------- | ------------------------------------------------------- | ------------------------------------------------------- | ------------------------------------------------------- | ------------------------------------------------------- |
| Positie                                                 | -                                                       | -                                                       | -                                                       | -                                                       | -                                                       | -                                                       | -                                                       | -                                                       | 244                                                     | 399                                                     | 217                                                     | 243                                                     | 190                                                     | 240                                                     | 180                                                     | 158                                                     |